# Державний кордон Ізраїлю

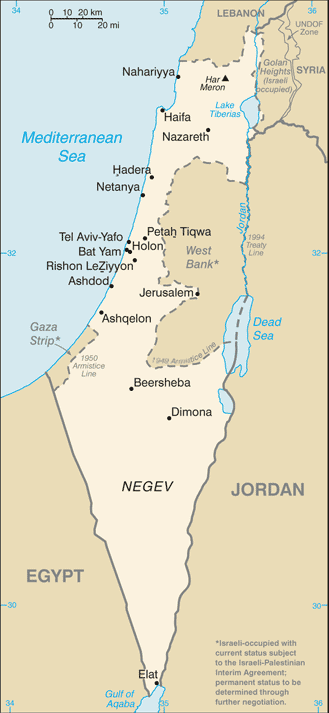
Карта Ізраїлю

Державний кордон Ізраїлю — державний кордон, лінія на поверхні Землі та вертикальна поверхня, що проходить по цій лінії, що визначають межі державного суверенітету Ізраїлю над власними територією, водами, природними ресурсами в них і повітряним простором над ними. Внаслідок певних історичних подій кордони Ізраїлю є одними з найбільш спірних серед міждержавних кордонів світу, одними з найбільш мілітаризованих.

## Сухопутний кордон

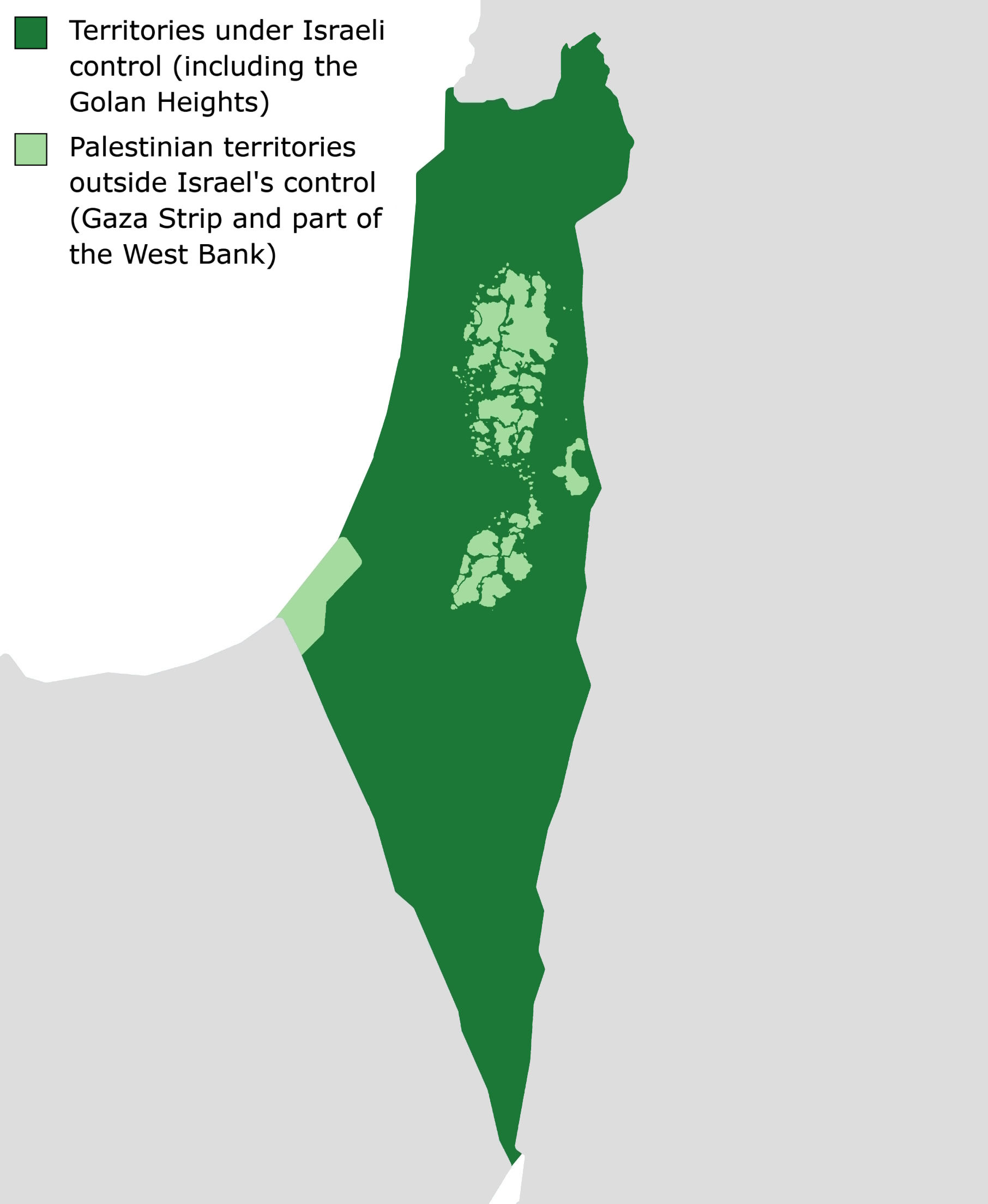

Загальна довжина кордону — 1068 км. Ізраїль межує з 6 державами. Якщо не рахувати внутрішні палестинські території, вся територія країни суцільна, тобто анклавів чи ексклавів не існує. Проте процес розмежування й поділу території між Ізраїлем та Палестинською державою призводить до складної картини території останньої, за винятком прибережної смуги Сектор Газа на південному заході.
Ділянки державного кордону
| Держава   | Ділянка           | Довжина (км) | Прикордонні регіони | Примітки |
| --------- | ----------------- | ------------ | ------------------- | -------- |
| Єгипет    | південний захід   | 208          |                     |          |
| Йорданія  | схід              | 307          |                     |          |
| Ліван     | північ            | 81           |                     |          |
| Сирія     | північний схід    | 83           |                     |          |
| Палестина | внутрішні кордони | 389          |                     |          |

### Кордон з Єгиптом
Угоду про перемир'я між Ізраїлем та Єгиптом була ратифіковано 24 лютого 1949 року. Лінія перемир'я між цими країнами пролягала міжнародним кордоном 1906 року, крім як у Секторі Газа, який залишався під єгипетською окупацією.
Ізраїльсько-єгипетським мирним договором, підписаним 26 березня 1979 року, відтворено офіційно визнані міжнародний кордон вздовж лінії 1906 року. Суперечка виникла з приводу визначення кордону в південній точці в місті Таба. Таба була на єгипетському боці від лінії перемир'я 1949 року, але Ізраїль стверджує, що Таба була на османському боці кордону, узгодженого між Османської імперією і Британським Єгиптом в 1906, і що відбулися помилки в маркуванні кордону. Це питання було представлено міжнародній комісії, що складалася з одного ізраїльтянина, одного єгиптянина, і трьох незалежних представників. У 1988 році Комісія винесла рішення на користь Єгипту та Ізраїль повернув Табу Єгипту протягом року. Єгипет відкликав будь-які вимоги до Сектора Газа. Кордон між Ізраїлем і Сектором буде предметом перемовин між Ізраїлем і Палестинською адміністрацією.

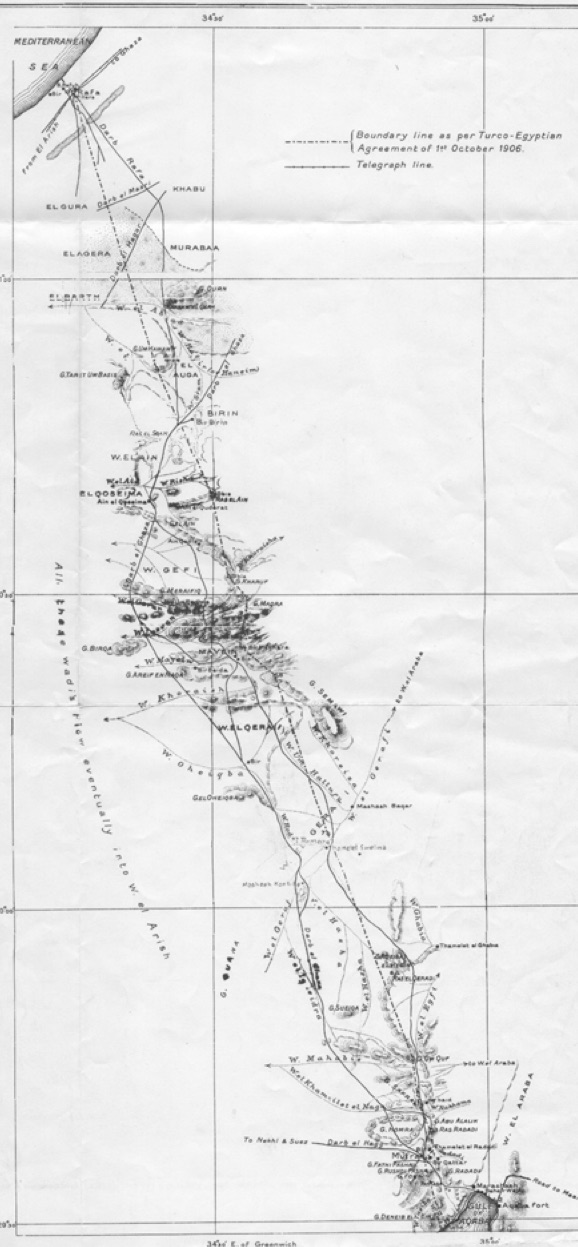
Єгипетсько-османський кордон 1906 року
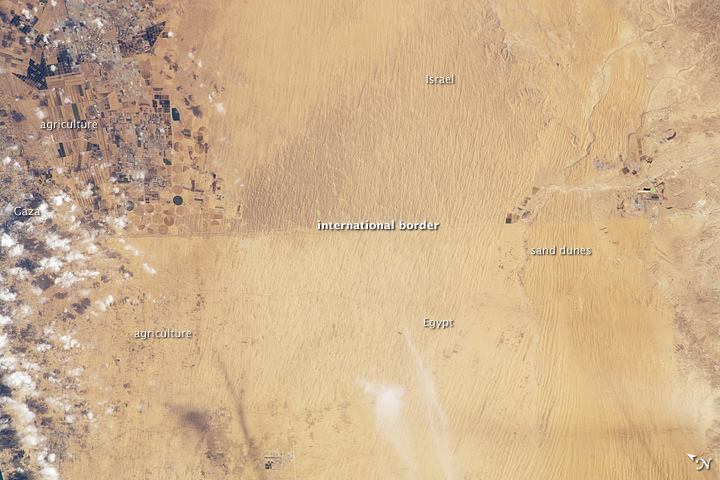
Ізраїльсько-єгипетський кордон із космосу
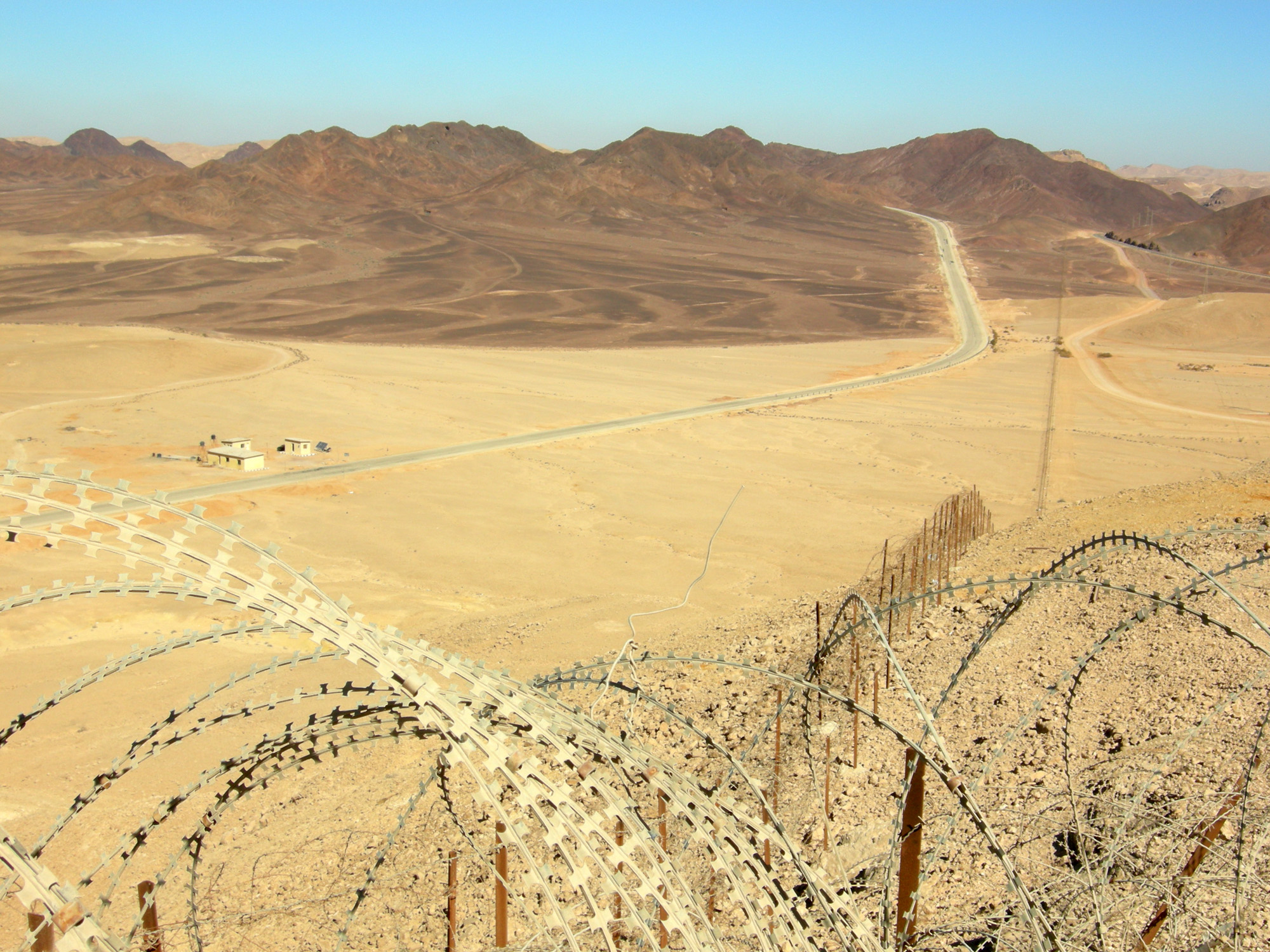
Паркан уздовж кордону
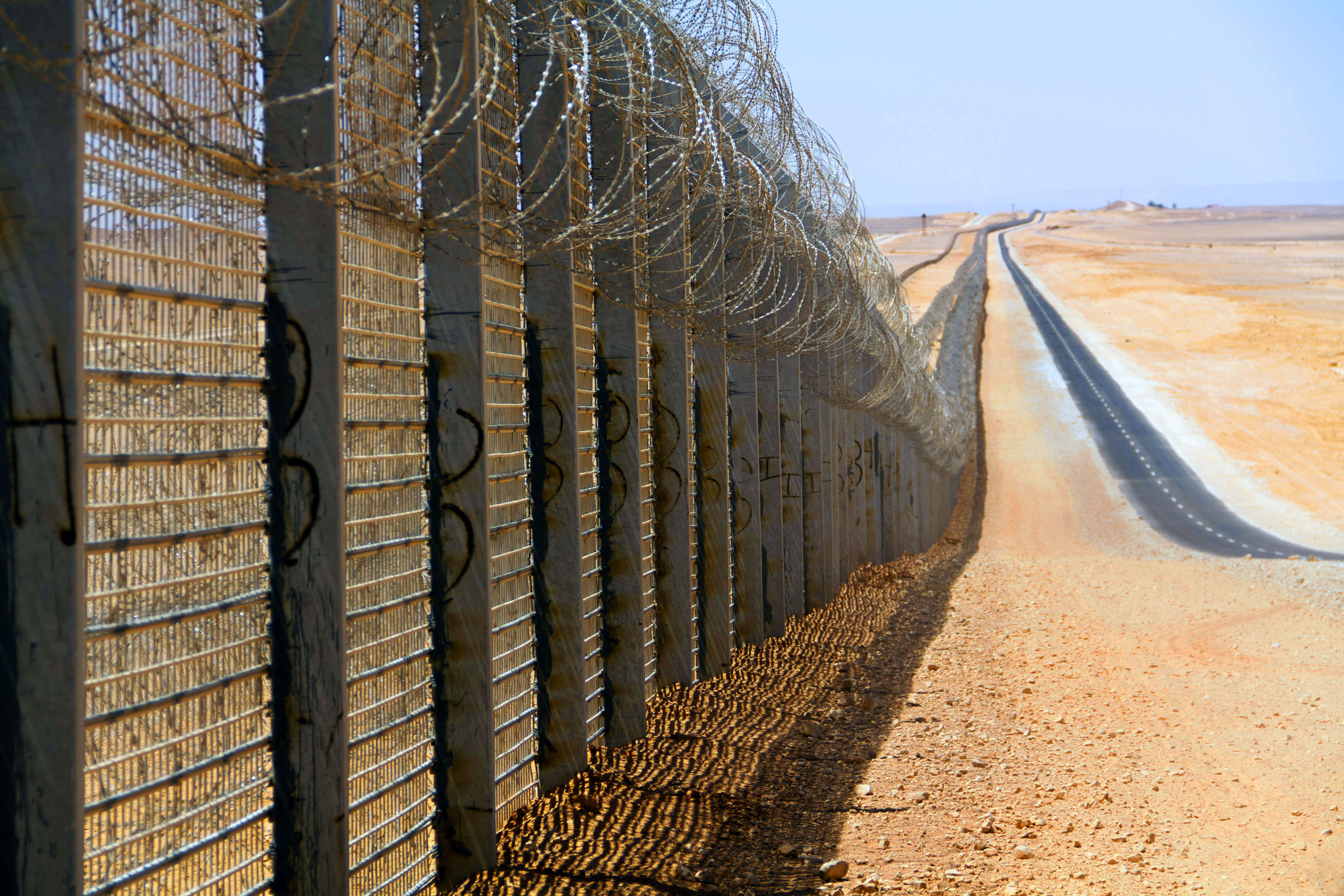
Паркан уздовж кордону

### Кордон з Йорданією

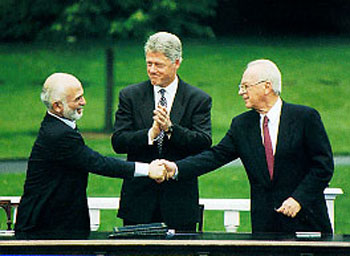
Підписання йордансько-ізраїльської мирної угоди 1994 року

1988 року Йорданія відмовилась від будь-яких претензій на Західний берег. На кордон між Ізраїлем і Західним берегом буде предметом перемовин між Ізраїлем і Палестинської адміністрацією. Ізраїльсько-йорданський мирний договір було підписано 26 жовтня 1994 року. Договір вирішив територіальні та прикордонні питання, які тривали з часів війни 1948 року. У договорі визначені і повністю визнано міжнародний кордон між Ізраїлем та Йорданією. Після його підписання, річки Йордан і Ярмук, Мертве море, ваді Арава і затока Акаба були офіційно визначені як кордон між Ізраїлем та Йорданією, і кордон між Йорданією і теренами, окупованими Ізраїлем 1967 року. Для Західного берегу є такі застереження: 
|  | Ця лінія адміністративного кордону між Йорданією та територією, під ізраїльським військовим державним контролем з 1967. Будь-яке проведення розмежувальної лінії не є перешкодою для статусу цієї території. |

### Кордон з Ліваном
В червні 2000, Організація Об'єднаних Націй була закликана визначити кордон між Ліваном та Ізраїлем, з тим щоб визначити, чи виведені всі Ізраїльські війська з Лівану згідно з резолюцією 425 Ради Безпеки. Цей напрямок стали називати «синя лінія». У той же час, Організація Об'єднаних Націй не розглядала юридично недемаркованого міжнародного кордону на Голанських висотах, оскільки це не потрібно для виконання резолюції 425. Згідно з цим, Голанські висоти прямо не називаються «синьою лінією».

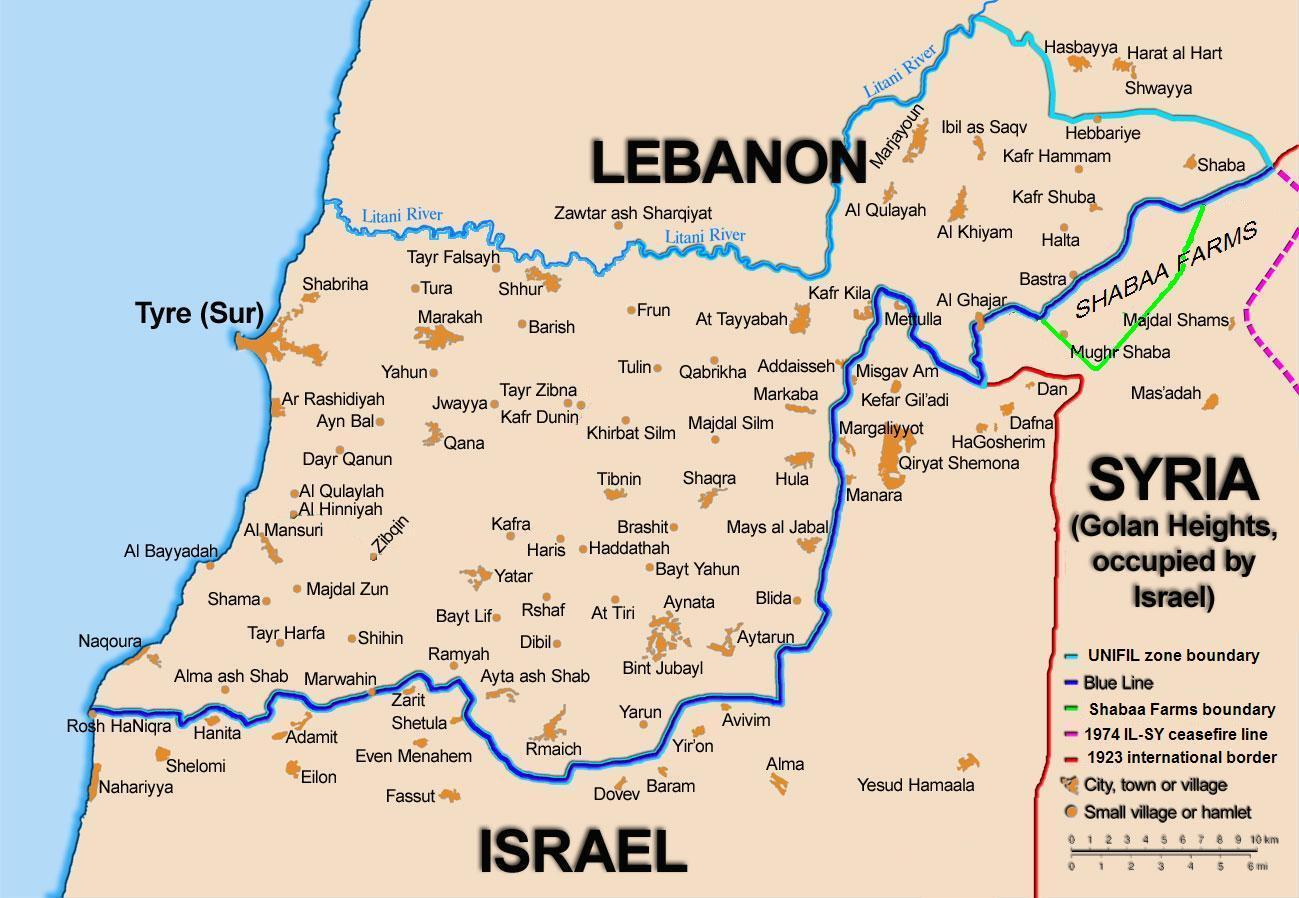
Блакитна лінія
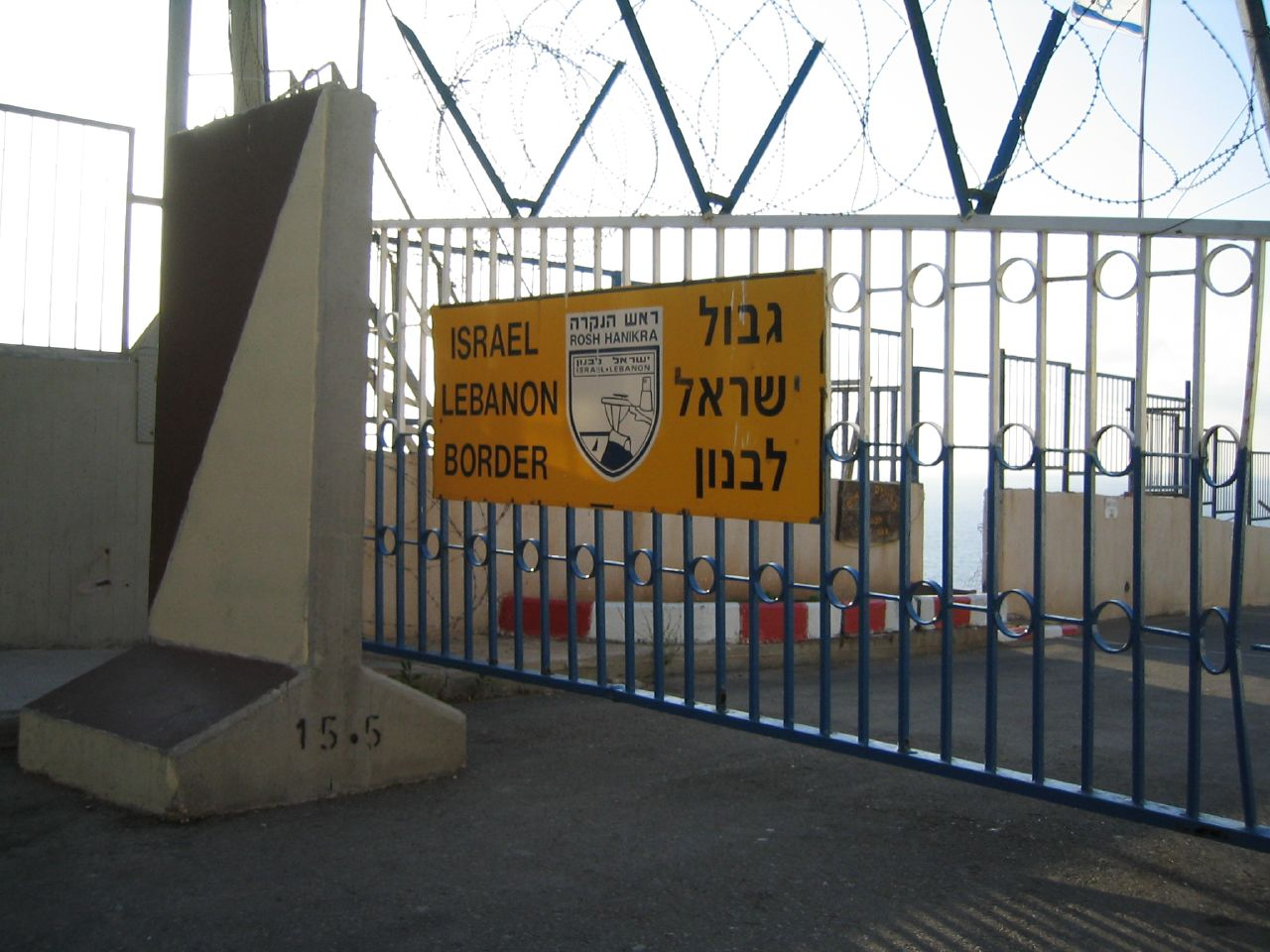
КПП Рош-Анкіра
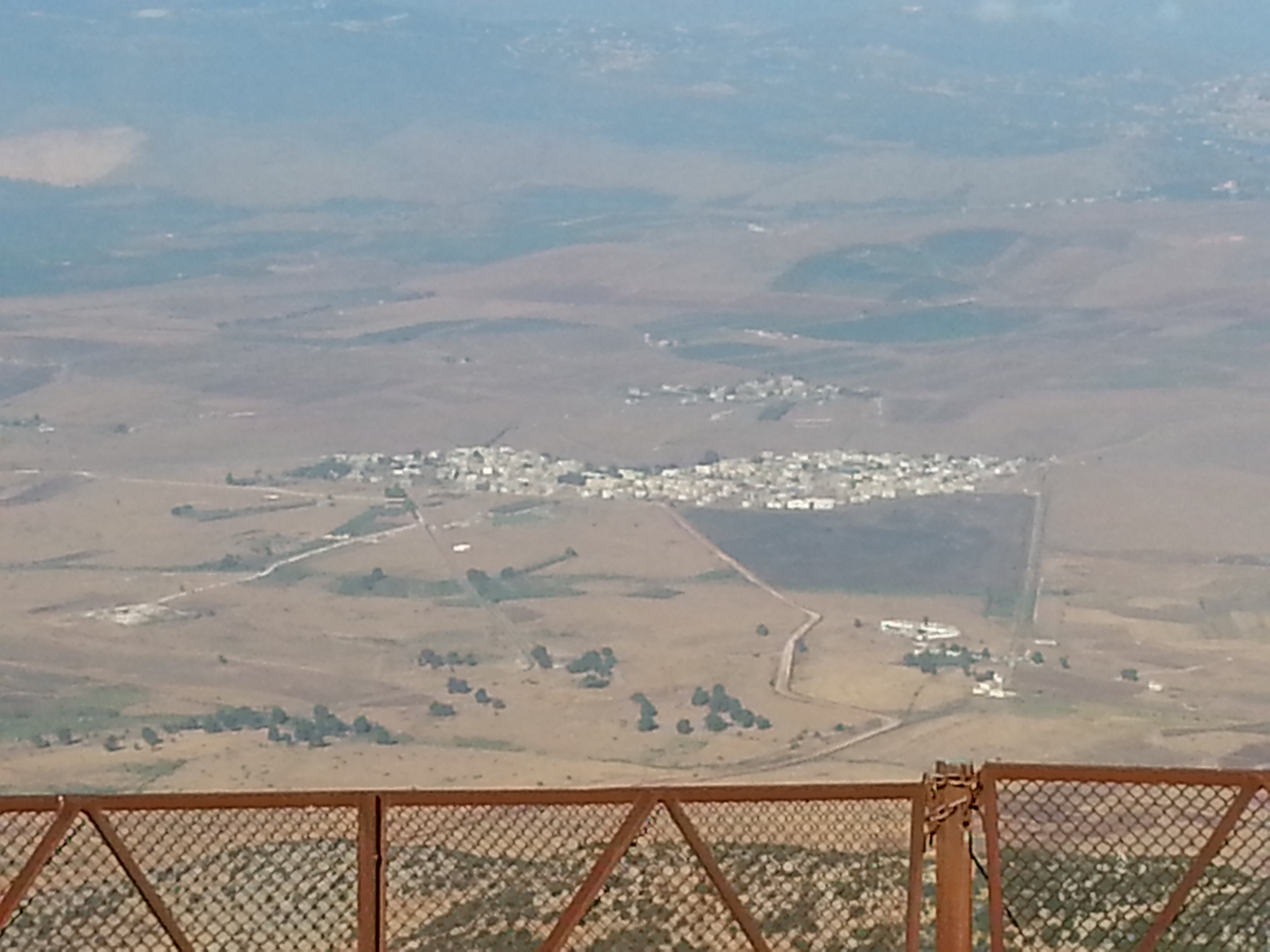
Поселення Гаджар на ліванському кордоні

«Синя лінія», яку ООН повинна була визначити лінію розгортання Армії Оборони Ізраїлю до 14 березня 1978, коли Ізраїльське військо зайшло до Лівану. Лінія має бути визнана Ліваном та Ізраїлем як міжнародний кордон, а не просто як лінія перемир'я 1949, (що зазвичай називають «зеленою лінією») за підсумками 1948, арабо-ізраїльської війни.

#### Історія
14 березня 1978, Ізраїль почав Операцію «Літані», зайнявши в районі на південь від Літані, за винятком містом Тіру. У відповідь на вторгнення, Рада Безпеки ООН прийняла резолюції 425 і резолюцію 426, що закликають до виведення ізраїльських військ з Лівану. Ізраїльські війська були виведені наприкінці 1978, але передали свої позиції на території Лівану своєму союзнику, Армії Південного Лівану (АПЛ).
17 квітня 2000, Ізраїль оголосив, що він виведе свої війська з Лівану. Уряд Лівану відмовився взяти участь у створенні кордону. ООН, таким чином, провів своє власне обстеження базується на лінії для цілей резолюції Ради Безпеки ООН 425 (1978).

#### Синя лінія
Організація Об'єднаних Націй спробувала якнайближче відтворити синю лінію у 2000, як кордон між Ліваном та Ізраїлем, від Середземного моря до річки Хасбані, екстраполюючи на Зелену лінію встановлену згідно з Угодою про перемир'я 1949, між Ліваном та Ізраїлем. Район на схід від річки Хасбані, вважається частиною Сирії і є до Голанськими висотами.
Угода про перемир'я між Ліваном та Ізраїлем була підписана 23 березня 1949. Основні моменти:
- Лінія перемир'я (тобто «зелена лінія») є міжнародний кордон, що відповідає кордону 1923, між французьким мандатом у Лівані і британським мандатом у Палестині (Севрський мирний договір).
- На відміну від інших угод, Зелена лінія, вона не містить положення утвердження цієї лінії як міжнародного кордону, а тому розглядається де-юре міжнародним кордоном.
- Ізраїль виводить свої війська з 13 селищ на території Лівану, які були окуповані в ході війни.

У 1923, 38 прикордонних знаків були розміщені уздовж 49-мильного кордону і текст детального опису був опублікований. У 2000, «блакитна лінія» відрізняється приблизно на 475 метрів від Зеленої 1949 року.
У період між 1950 і 1967 роках, Ізраїлю та Лівану вдалося завершити 25 км демаркації кордону.

#### Висновок
16 червня, то Генеральний секретар повідомив в Раді Безпеки, що Ізраїль вивів свої війська з Лівану згідно з резолюцією 425 Ради і виконав вимоги, встановлені в його доповіді від 22 травня, 2000.

### Кордон із Сирією
У 1923, було узгоджено між Сполученим Королівством та Францією створення кордону між британським мандатом в Палестині та французьким мандатом в Сирії. Британці передали південь Голанських висот французам в обмін на північ долини річки Йордан. Межа прямувала по обидві сторони від річки Йордан і Галілейським морем, в тому числі 10-метровою шириною вздовж північно-східного узбережжя, яка була зроблена частиною Палестини. У 1947, ООН згідно з розділами плану розмежування віддав цей терен Ізраїлю.

Пурпурна лінія
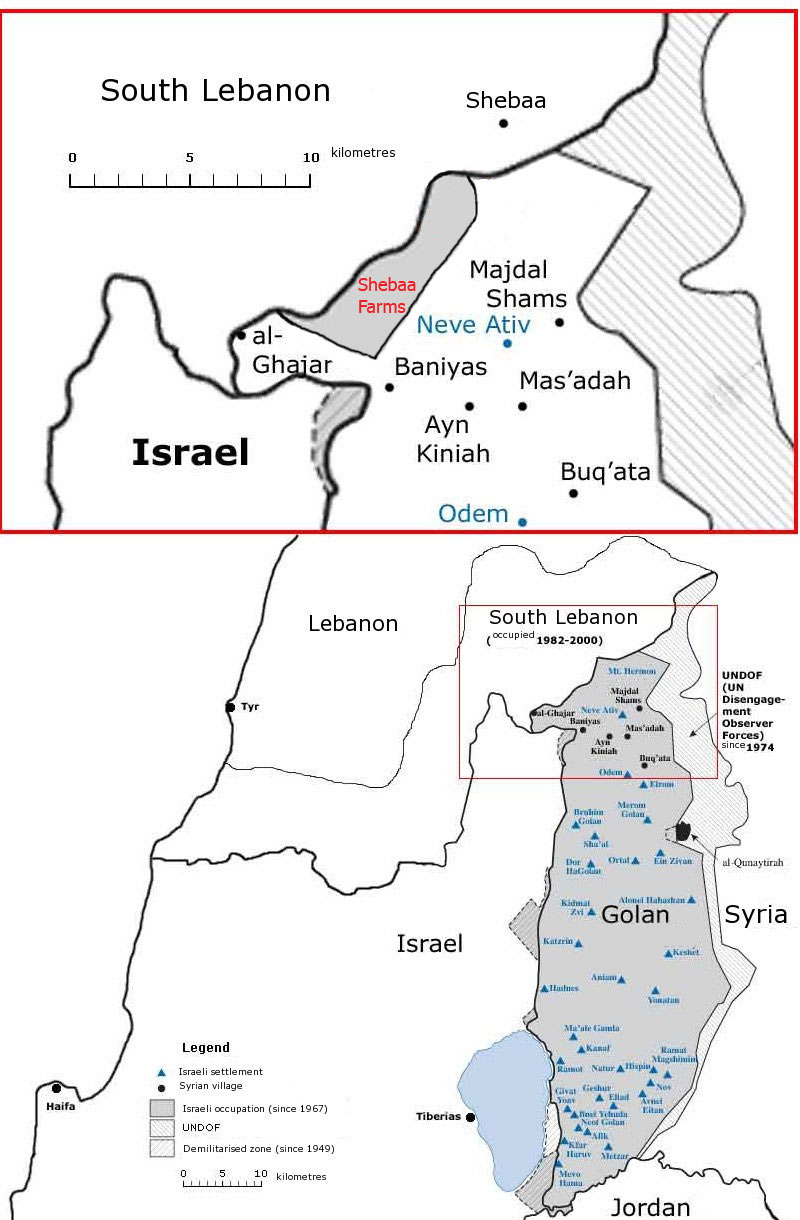
Ферми Шебаа
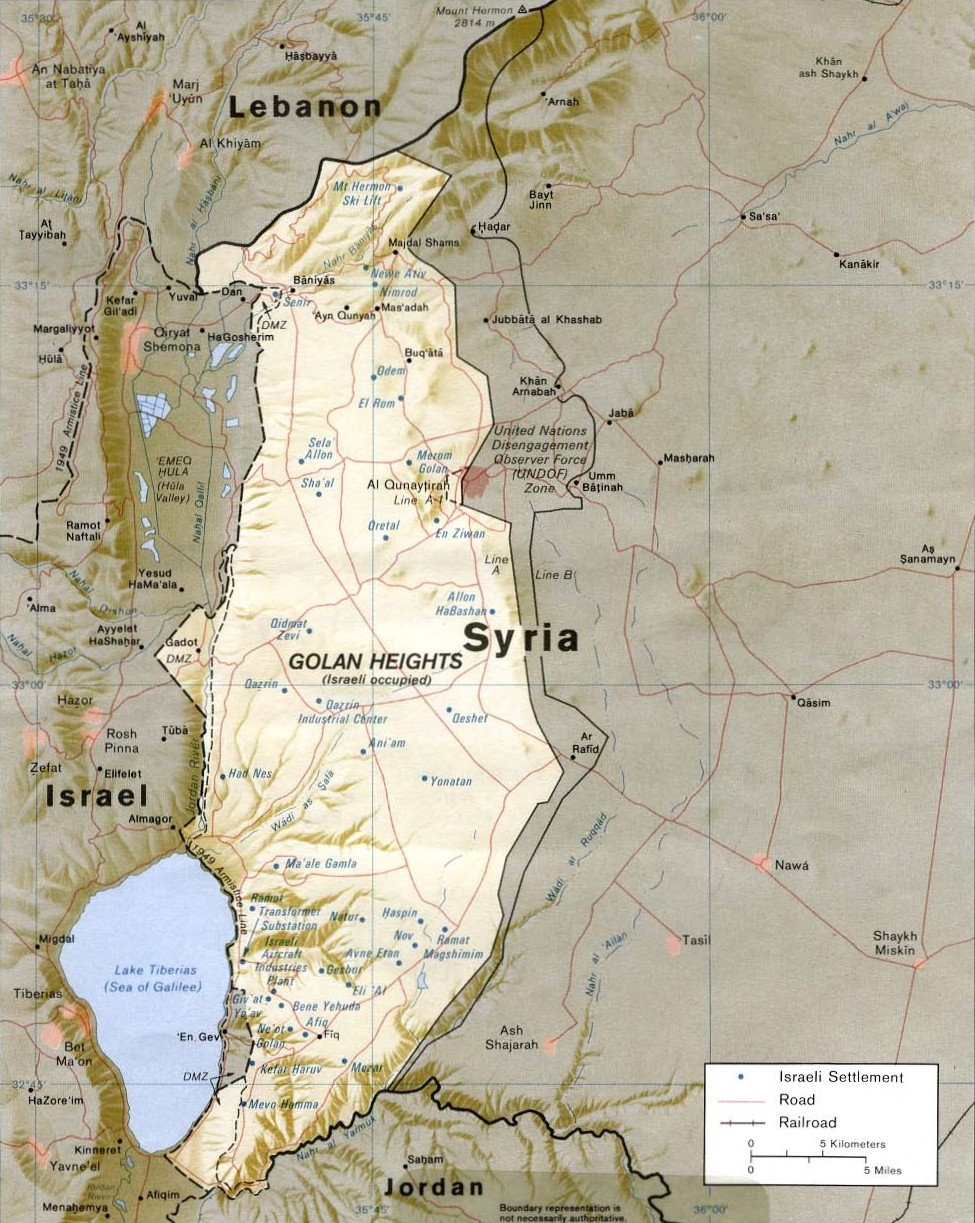
Голанські висоти

Протягом 1990-х, велися постійні переговори між Ізраїлем та Сирією щодо посередництва у конфлікті і виведення ізраїльських військ з Голанських висот, проте мирні перемовини не зазнали успіху. Провідним каменем спотикання, є 25 км² терену в долині річки Йордан, що лежить на захід від міжнародного ізраїльсько-сирійського кордону, але який був захоплено в Сирії у 1948, під час арабо-ізраїльської війни, і залишився згідно з угоди про перемир'я 1949, за Ізраїлем. Арабські країни підтримали позицію Сирії в формулі, яка закликає Ізраїль «повернутися до кордонів 1967 року». (Див. 2002 Арабська мирна ініціатива)

#### Конфлікт над фермами Шебаа
Ліван та Сирія були в складі французького мандата 1920—1946. Суперечка з приводу суверенітету над фермами Шеба розпочалась, з одного боку, закінчення французького мандату, а згідно з цим правильна демаркації кордону між Ліваном і Сирією.
Документи 1920-х — 1930-х, свідчать про те, що деякі місцеві жителі вважають себе частиною Лівану, наприклад, сплачують податки ліванському уряду. Але французькі чиновники часів мандату припустили плутанину в відношенні фактичного місцезнаходження кордону.
Терен в 1930-х — 1940-х, був в складі Сирії, в рамках французького мандата. Докладні карти із зазначенням кордону було зроблено Францією в 1933, і відтворені в 1945. Вони чітко показали, що терен на лежить Сирії.
Після того, як французький мандат закінчився в 1946, терен був у складі Сирії, і зображувався на всіх мапах того часу.
Згідно з мапою-додатком до угоди між Сирією та Ізраїлем 1949, терен також належав Сирії.
Прикордонні суперечки виникали не одноразово. Ферми Шебаа не унікальні; низка інших прикордонних селищ мають аналогічні розбіжності в між кордоном і власністю на землю. Сирія і Ліван сформували спільний сирійсько-ліванський прикордонний комітет наприкінці 1950-х, щоб маркірувати кордоні між двома країнами. У 1964, по завершенні своєї роботи, комітет запропонував двом урядам, рішення які терени мають належити Лівану, і рекомендував проведення міжнародного кордону згідно з його пропозицією. Тим не менш, ні Сирія, ні Ліван не прийняли ці пропозиції. Таким чином, карти району продовжували відбивати господарства як власність Сирії.
На 1967, більшість землевласників ферм Шебаа і ліванських фермерів мешкали за межами контрольованого Сирією регіону, через лівано-сирійський кордон, в ліванському селі Шебаа. У ході шестиденної війни 1967, Ізраїль захопив Голанські висоти з Сирії, в тому числі й район ферм Шебаа. Як наслідок, ліванські землевласники були не в змозі повернути їх ферми.
У 1981, на Голанські висоти (у тому числі район ферм Шебаа) були офіційно анексовані Ізраїлем . Ця одностороння анексія не була визнана на міжнародному рівні, Організація Об'єднаних Націй в резолюції 242 вважає райони частиною окупованих Ізраїлем територій.

### Кордон із Палестинською державою

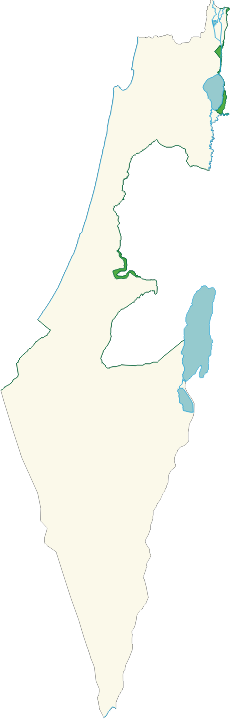
«Зелена лінія»
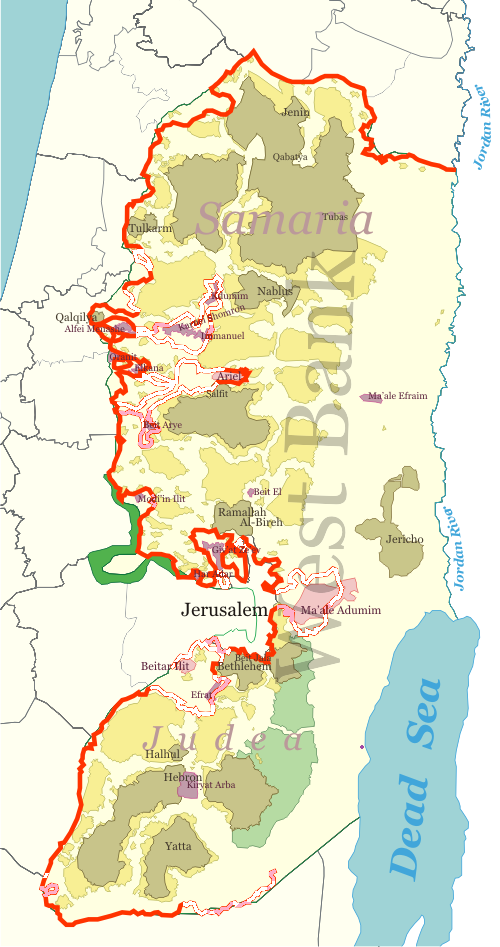
Зони A, B і C на Західному березі річки Йордан
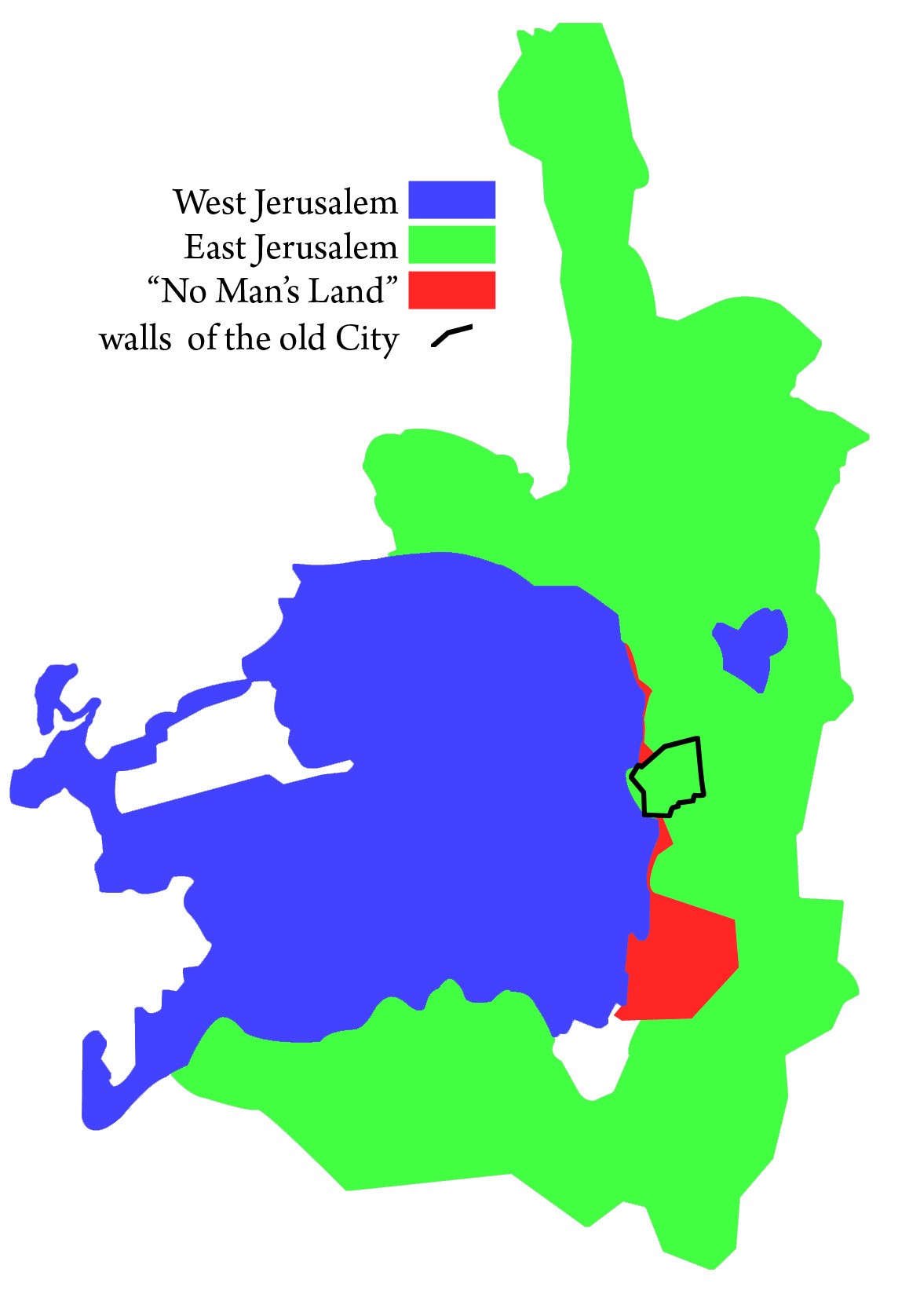
Розмежування Єрусалима

## Морські кордони
Ізраїль на заході омивається водами Середземного моря Атлантичного океану, на півдні має вихід до вод Червоного моря Індійського океану (Акабська затока). Загальна довжина морського узбережжя 273 км. Згідно з Конвенцією Організації Об'єднаних Націй з морського права (UNCLOS) 1982 року, протяжність територіальних вод країни встановлено в 12 морських миль (22,2 км). Континентальний шельф — до глибин придатних до експлуатації.

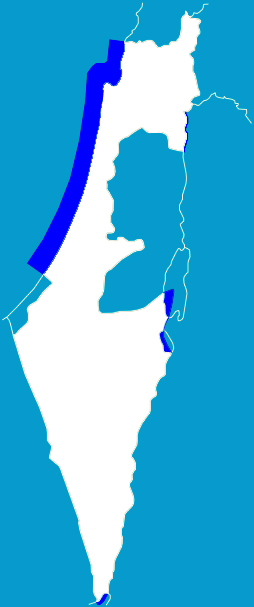
Територіальні води Ізраїлю
Морські кордони Ізраїлю та сусідніх держав

## Історичні кордони
Складна історія державотворення Ізраїлю призводила до частих збройних конфліктів із сусідами, які закінчувались чи тимчасовим перемир'ям (Ліван, Сирія, Палестинська автономія), чи підписанням договорів і подальшим мирним співіснуванням (Єгипет, Йорданія). Кордони Ізраїлю історично обумовлені британським палестинським мандатом від 1922 року. Його загальні риси вже були закладені в таємному договорі між Об'єднаним Королівством та Францією, з урахуванням очікуваного падіння Османської імперії у наступній І світовій війні. Кордони Ізраїлю з Єгиптом і Йорданією і були обумовлені в рамках мирних договорів з цими країнами, і з Ліваном в рамках угоди про перемир'я 1949. Кордон з Сирією, як і раніше, не врегульовано. Про делімітацію кордону між Ізраїлем та палестинськими територіями також ще належить провести переговори.

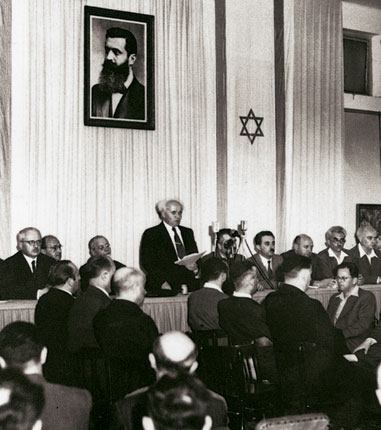
Проголошення незалежності Ізраїлю
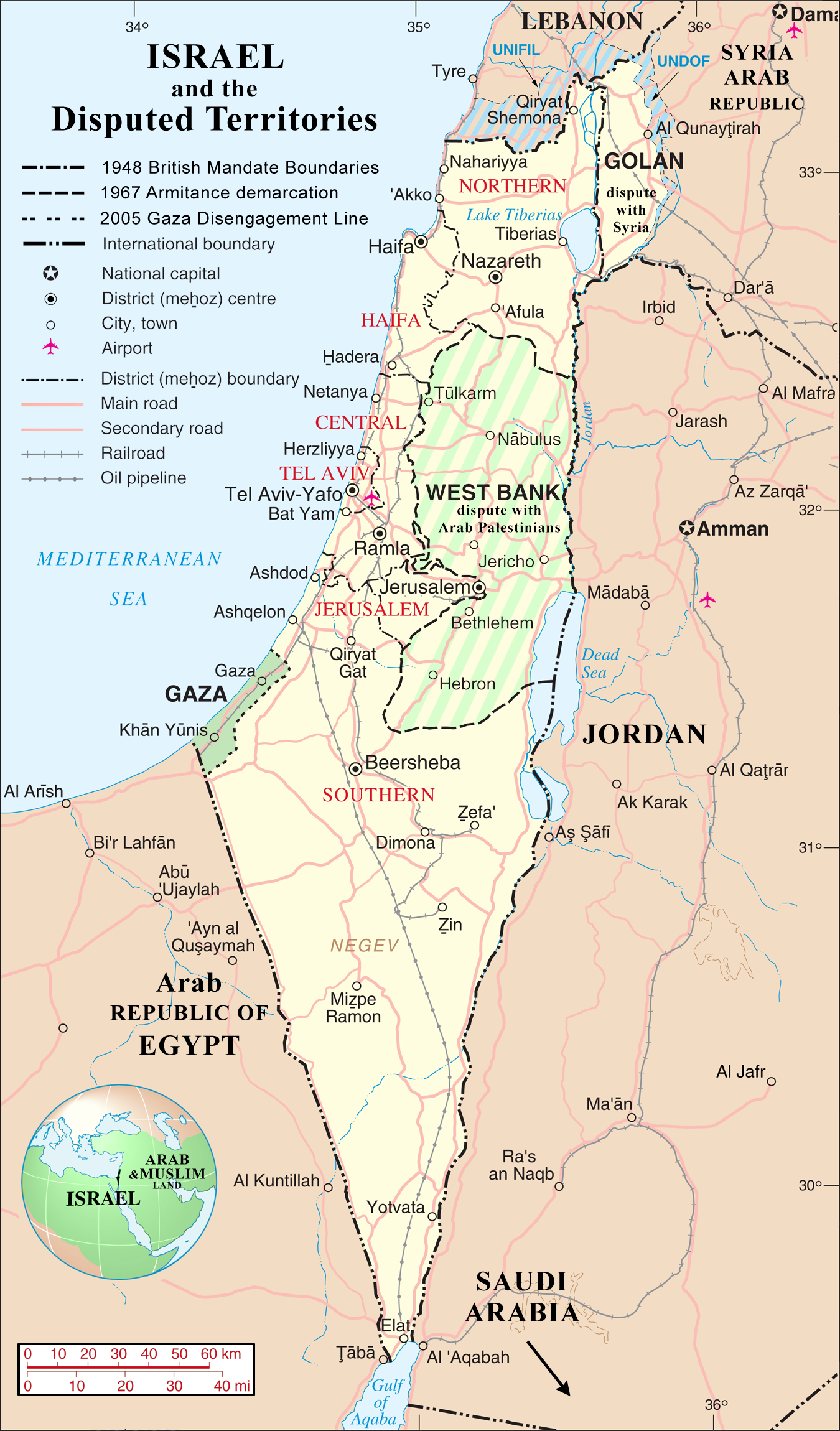
Спірні території Ізраїлю
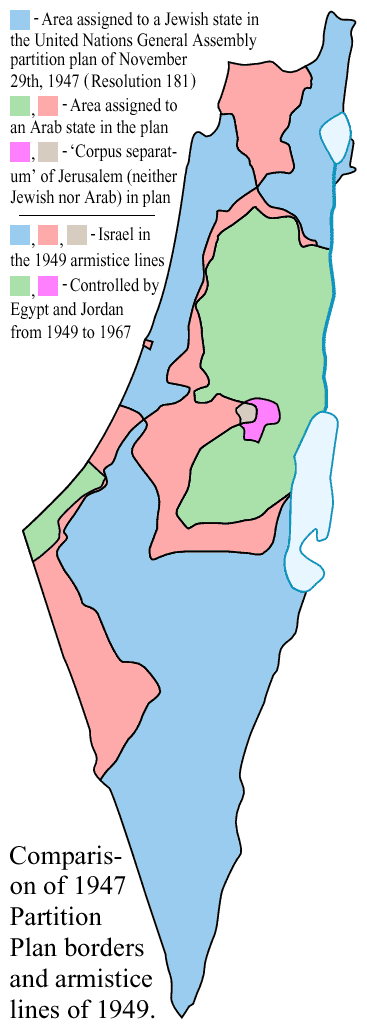
План розділу Палестини 1947 року

### Лінія Сайкса— Піко
Згідно з угодою Сайкса — Піко у 1916, таємно було розподілено терени Османської імперії на Близькому Сході між британськими та французькими сферами впливу. Вони домовились про те, що «Палестина» повинна була лишитись як «міжнародний анклав». Ця угода була переглянута Великою Британією та Францією у 1919. Було вирішено, що Палестина і Вілайет Мосул в сучасному Іраку буде частиною Британської сфери в обмін на отримання британської підтримки французького впливу в Сирії та Лівані
У Сан-Ремо (19—26 квітня 1920) Верховна Рада Антанти надала мандат на Палестину та Месопотамію до Великої Британії без точного визначення меж затверджених територій .Попри те, що землі на схід від річки Йордан були частиною сирійської адміністративної одиниці за часи Османської імперії, вона була виключена з французького мандата у Сан-Ремській конференції, «на тій підставі, що вона була частиною Палестини.»

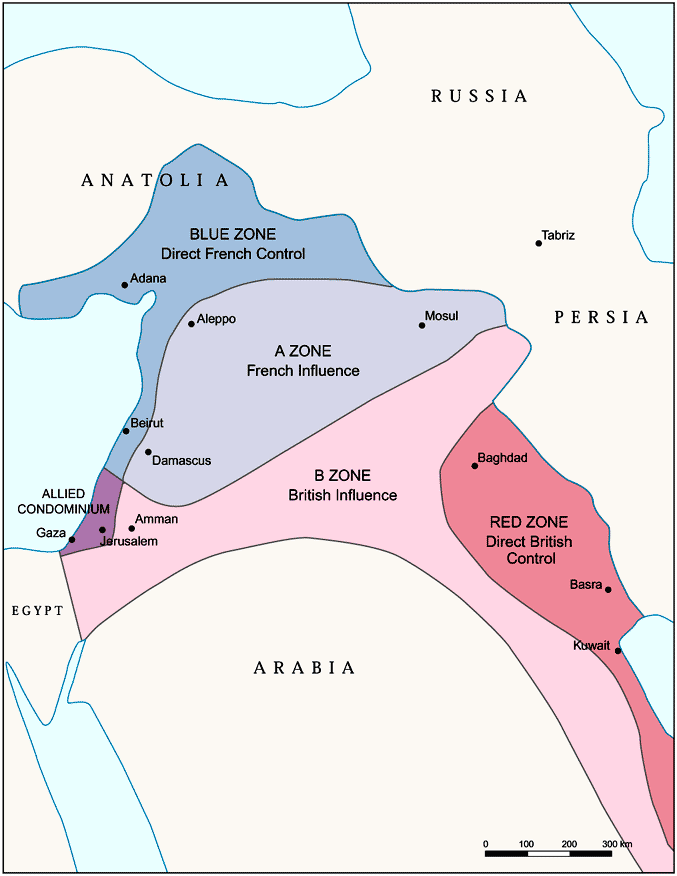
Розмежування на Близькому Сході згідно угоди Сайкса — Піко
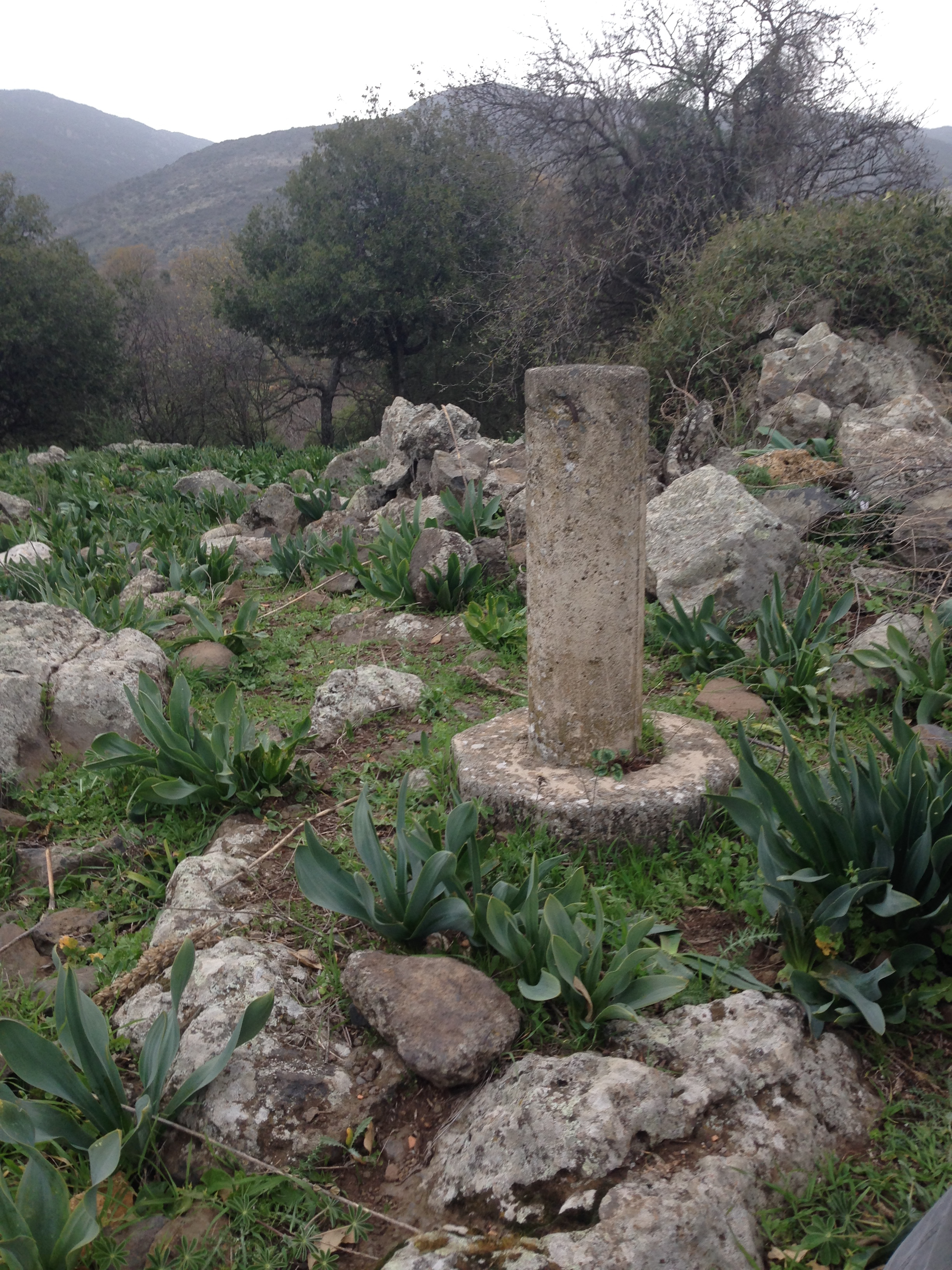
Межовий стовп Британського мандату в Палестині

У франко-британській пограничній угоді від 1920, вирішувала питання кордонів по мандатам в Палестині та Месопотамії, віднесено до Великої Британії, і мандати в Сирії та Лівані, віднести до Франції.
Кордон між майбутніми британським та французьким мандатами був визначений в загальних рисах. Ця угода передала більшу частину Голанських висот у французьку сферу впливу. Згідно з договором також створили спільну комісію для врегулювання прикордонних питань по розподілу землі . Ця комісія представила свою заключну доповідь 3 лютого 1922, і вона була прийнята з деякими застереженнями з боку британського та французького урядів 7 березня 1923, за кілька місяців, перш ніж Велика Британія та Франція увійшли у свої права 29 вересня 1923. Згідно з цим договором, терени, що належали древньому коліну Дан були передані з Сирії до Палестини на початку 1924. Таким чином, на Голанські висоти увійшла до складу французького мандата в Сирії. Коли французький Мандат в Сирії, закінчився в 1944, Голанські висоти залишилися частиною нової незалежної держави Сирії.

### Трансйорданія
У березні 1921, колоніальний секретар, Вінстон Черчилль, відвідав Єрусалим. Після обговорення з Еміром Абдуллою було вирішено, що Єврейський національний дім провідна мета Британського мандата в Палестині, не буде застосовуватися до території мандату на схід від річки Йордан.
У червні 1922, Ліга Націй затвердила Палестинський мандат, який має вступити в силу автоматично, коли буде врегульована суперечка між Францією та Італією що до Сирійського мандату. У мандаті також було затверджено що Єврейский національний Дом, не є обов'язково розповсюджувати на території на схід від річки Йордан, що зветься Трансйорданією. У вересні 1922, уряд Великої Британії представив меморандум у Лігу Націй, заявивши, що до Трансйорданії будуть виключені всі положення, що стосуються єврейських поселень, і цей меморандум був схвалений 23 вересня. Французька/ Італійська суперечка була вирішена 29 вересня 1923, і обидва Мандати набрали чинності з цієї дати.